# Экспедиционная армия в Бирме (Китайская Республика)
Китайская экспедиционная армия (кит. упр. 中国远征军) — вооружённые силы Китайской Республики, принимавшие участие в боевых действиях в Бирме во время Второй мировой войны.

## История
23 декабря 1941 года, после вступления Японии во Вторую мировую войну, в Чунцине между Китайской Республикой и Великобританией было подписано соглашение о совместной обороне Бирмы. Чан Кайши заявил, что считает оборону Бирмы жизненно важной для Китая, и предложил выдвинуть в Бирму две китайские армии, которые бы оперативно подчинялись британскому командующему, но действовали бы отдельно от британских частей на выделенных им участках фронта. Это предложение было отклонено под предлогом, что у британского командования нет возможности обеспечить китайские армии всем необходимым и разместить их достойным образом; на самом деле англичане не хотели появления у китайцев оснований для претензий на Бирму в будущем.
Однако японцы быстро подавили британское сопротивление в Нижней Бирме, и Лондон был вынужден согласиться на китайские предложения. В конце января — начале марта китайские войска из провинции Юньнань вошли в Верхнюю Бирму. Однако британцы, бросив союзников, бежали на север, в результате чего 200-я дивизия была вынуждена в одиночку защищать Мандалай против втрое превосходящих её сил японцев. После двух недель отчаянного сопротивления, потеряв более тысячи человек и почти всю технику, 200-я дивизия вырвалась из окружения и ушла на север. В апреле 38-я китайская дивизия своим контрударом позволила вырваться из окружения британцам, окружённым в районе Енанджауна.
22 апреля японскими войсками был занят Таунджи. Китайская 6-я армия, опасаясь быть отрезанной в горном районе, ушла из Бирмы; 200-я дивизия выбила японцев из Таунджи и, пробившись на север, тоже смогла уйти в Китай. 38-я и 22-я дивизии, оказавшись отрезанными от Китая, ушли вместе с британскими войсками в Индию.
В Индии китайские войска были собраны в городке Рамгарх одноимённого округа, где получили американское вооружение и экипировку, а за их обучение взялись американские инструкторы. Официальным командующим китайскими войсками в Индии стал американский генерал Джозеф Стилвелл; она получила в своё распоряжение отдельный участок фронта, примыкающий к границе с Китаем, и получивший название Северный боевой район.
В апреле 1944 года китайские солдаты начали наступление в долине Хуакун на крайнем севере Бирмы. Они смогли обойти по горам японские заслоны, и 17 мая захватить важный аэродром в Мьичине. Осада Мьичины продолжалась всё лето, город пал 5 августа. В январе 1945 года благодаря совместному наступлению китайских войск из Бирмы и Юньнани удалось очистить от японцев «Бирманскую дорогу», по которой в Китай начали идти грузовики с поставками по ленд-лизу.

## Организация

### Экспедиционная армия в марте — августе 1942 года
Официальный главнокомандующий — Джозеф Стилуэлл, фактический — Ло Чжоин; начальник штаба — Линь Вэй.
- 5-я армия (командующий — Ду Юймин)
  - 200-я дивизия (командующий — Дай Аньлань)
  - Новая 22-я дивизия (командующий — Ляо Яосян)
  - Новая 96-я дивизия (командующий — Юй Шао)
- 6-я армия (командующий — Гань Личу)
  - 49-я дивизия (командующий — Пэн Бишэн)
  - 93-я дивизия (командующий — Люй Гоцюань)
  - 55-я дивизия временного формирования (командующий — Чэнь Мяньу)
- 66-я армия (командующий — Чжан Чжэнь)
  - Новая 38-я дивизия (командующий — Сунь Лижэнь)
  - Новая 28-я дивизия (командующий — Лю Болун)
  - Новая 29-я дивизия (командующий — Ма Вэйцзи)
- 36-я дивизия (командующий — Ли Чжипэн), оставалась в резерве в Юньнани

### Экспедиционная армия с 1943 по 1945 годы
Главнокомандующий — Чэнь Чэн, затем Вэй Лихуан; начальник штаба — Су Ису
- 11-я армейская группа (командующий — Сун Силянь)
  - 2-я армия (командующий — Ван Линъюнь)
  - 6-я армия (командующий — Хуан Цзе)
  - 71-я армия (командующий — Чжун Бинь, заместитель — Чэнь Минжэнь)
  - 36-я дивизия (командующий — Ли Чжипэн)
  - 200-я дивизия (командующий — Гао Цзижэнь)
- 20-я армейская группа (командующий — Хо Куйчжан)
  - 53-я армия (командующий — Чжоу Фучэн)
  - 54-я армия (командующий — Фан Тянь)
- 8-я армия (командующий — Хэ Шаочжоу)
- 93-я дивизия (командующий — Люй Гоцюань)

### Китайско-американская группировка в Индии (1943—1945)
Главнокомандующий — Джозеф Стилуэлл
- Новая 1-я армия (командующий — Чжэн Дунго, затем Сунь Лижэнь), сформирована в 1942 году
  - Новая 38-я дивизия (командующий — Сунь Лижэнь, затем Ли Хун)
  - Новая 22-я дивизия (командующий — Ляо Яосян), в августе 1944 года передана в Новую 6-ю армию
  - Новая 30-я дивизия (командующий — Ху Су, затем Тан Шоучжи), передана в Новую 1-ю армию в октябре 1943 года
  - 50-я дивизия (командующий — Пань Юйкунь), передана в Новую 1-ю армию в конце 1944 года
- Новая 6-я армия (командующий — Ляо Яосян), сформирована в августе 1944 года, в конце года отведена в Китай
  - Новая 22-я дивизия (командующий — Ли Тао)
  - 14-я дивизия (командующий — Лун Тяньу)
  - 50-я дивизия (командующий — Пань Юйкунь), в конце 1944 года передана в Новую 1-ю армию
- «Мародёры Мерилла» (командующий — Фрэнк Мерилл)